# Antonio Quilis
Antonio Quilis Morales (Larache, Protectorado español de Marruecos, 3 de septiembre de 1933-Madrid, 8 de diciembre de 2003) fue un filólogo español.

## Biografía
Doctor en Filosofía y Letras por la Universidad de Madrid, se especializó en fonética y fonología del castellano. Fue catedrático en materias lingüísticas por la Universidad de Sevilla, la Universidad de Valladolid y la Universidad Nacional de Educación a Distancia.
Realizó varios trabajos junto a Manuel Alvar del castellano de Hispanoamérica, sumados a otros del idioma en Guinea Ecuatorial y Filipinas. 
Fue director de la prestigiosa Revista de Filología Española y presidente de la Sociedad Española de Lingüística además de miembro de la Academia Filipina de la Lengua Española y colaborador del Centre de Philologie Romane de la Universidad de Estrasburgo. Fue propuesto para ocupar un asiento en la Real Academia Española y aunque no lo consiguió, es probable que hubiese acabado consiguiéndolo de no haber sido por su inesperada muerte.

## Obras
Este listado no es una enumeración exhaustiva de sus obras.
- La juntura en español: un problema de fonología (1964)
- Sobre los alófonos dentales de /s/ (1966)
- El elemento esvarabético en los grupos [tr, br, dr...] (1970)
- Las unidades de la entonación (1975)
- El comentario fonológico y fonético de textos (1985)
- Fonética acústica de la lengua española (1987)
- Antonio Nebrija: gramática de la lengua castellana (1990)
- Historia de la lengua española (1991)
- Tratado de fonética y fonología españolas (1993)
- La lengua española en Guinea Ecuatorial (1995), con Celia Casado Fresnillo.
- Principios de fonología y fonética española (1997)